# Maison Millière
La maison Millière est une maison à colombages de style gothique du XVe siècle, à Dijon, 10 rue de la Chouette, en Côte-d'Or. Elle est classée monument historique depuis 1943.

## Historique
En 1483, le marchand drapier Guillaume Millière et son épouse Guillemette Durand font construire la maison Millière dans le centre historique de Dijon, près du chevet de l'église Notre-Dame de Dijon, et non loin du palais des ducs de Bourgogne. L'hôtel de Vogüé est bâti à côté de cette maison au XVIIe siècle.  

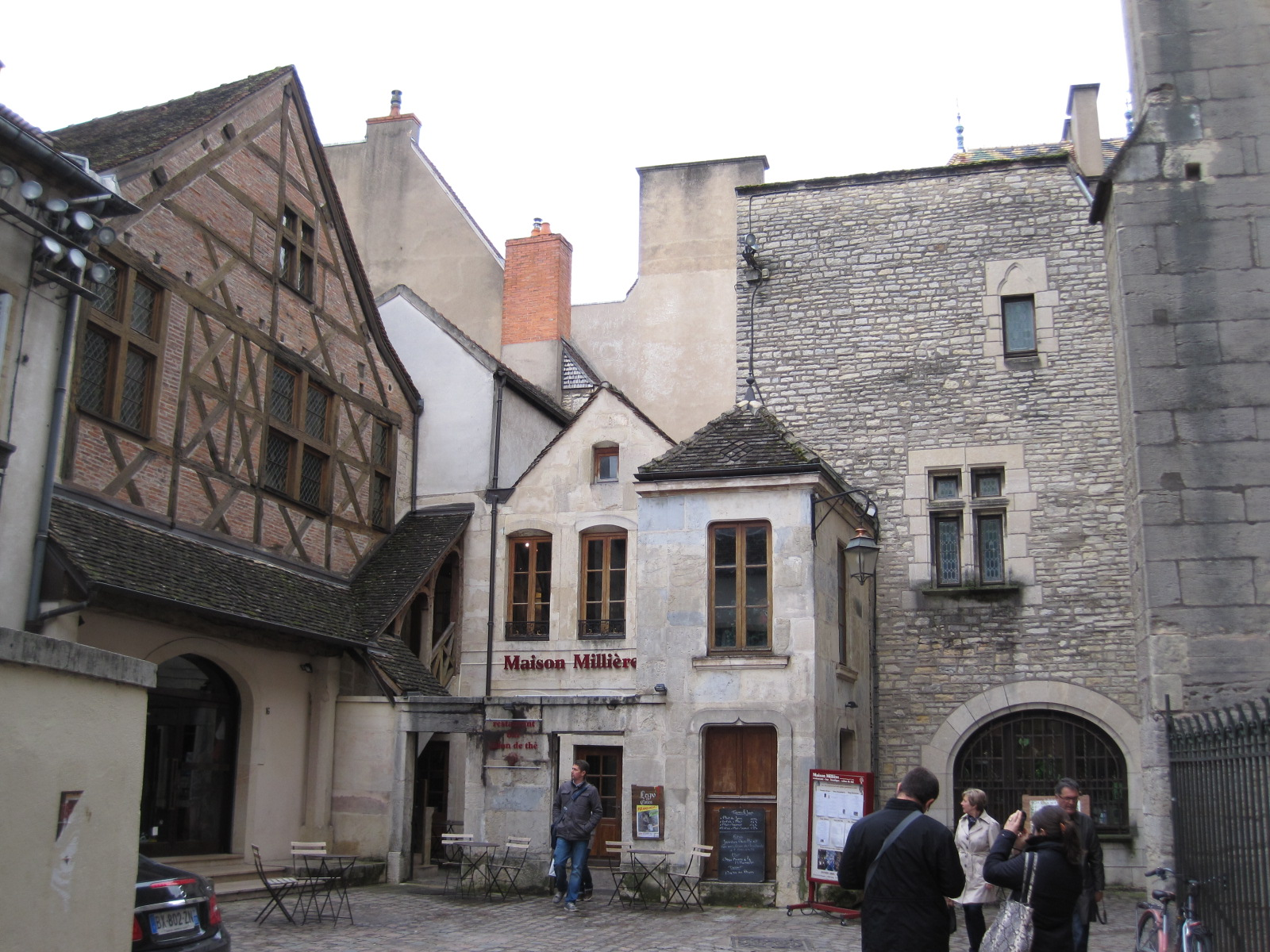
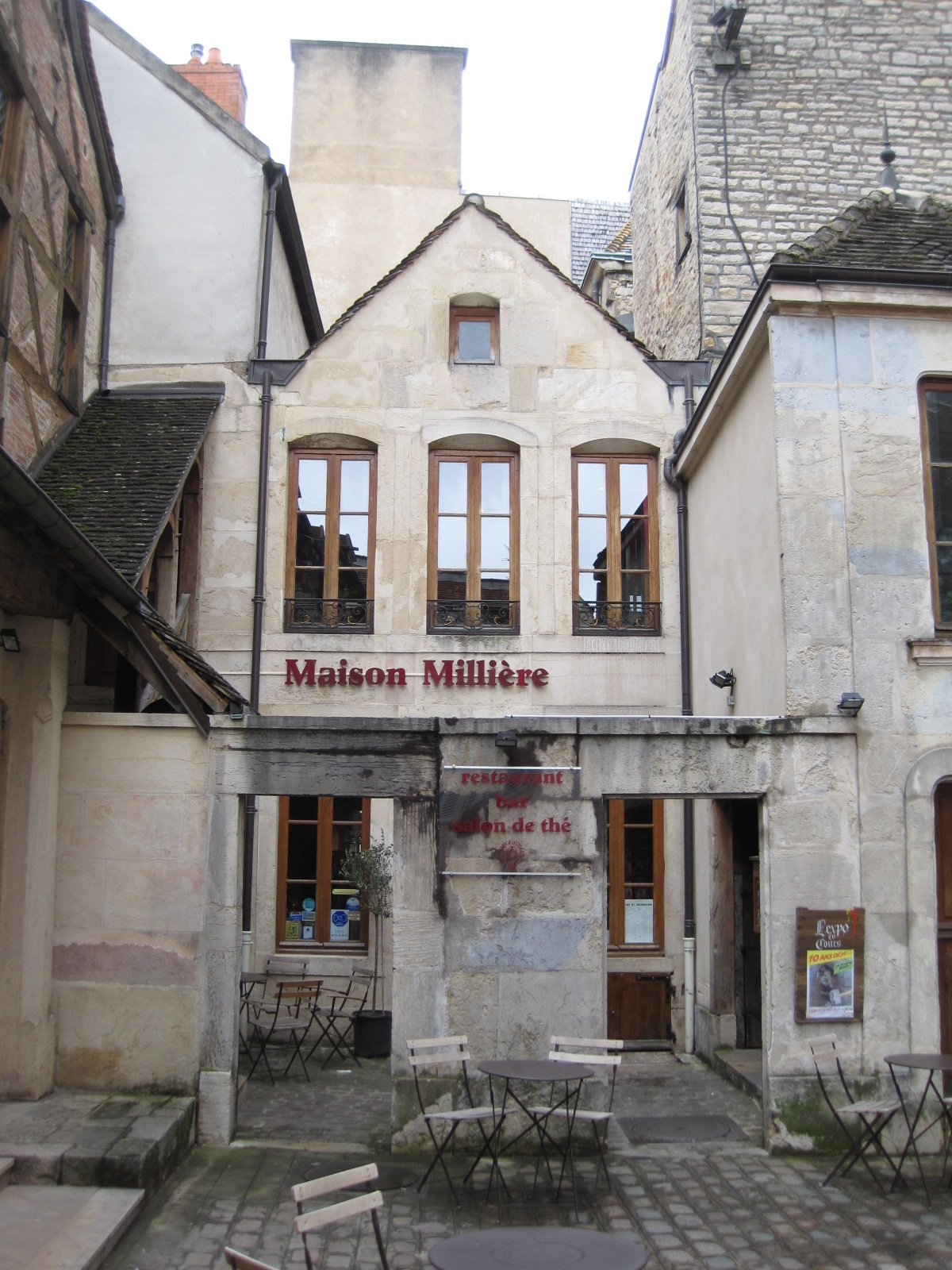
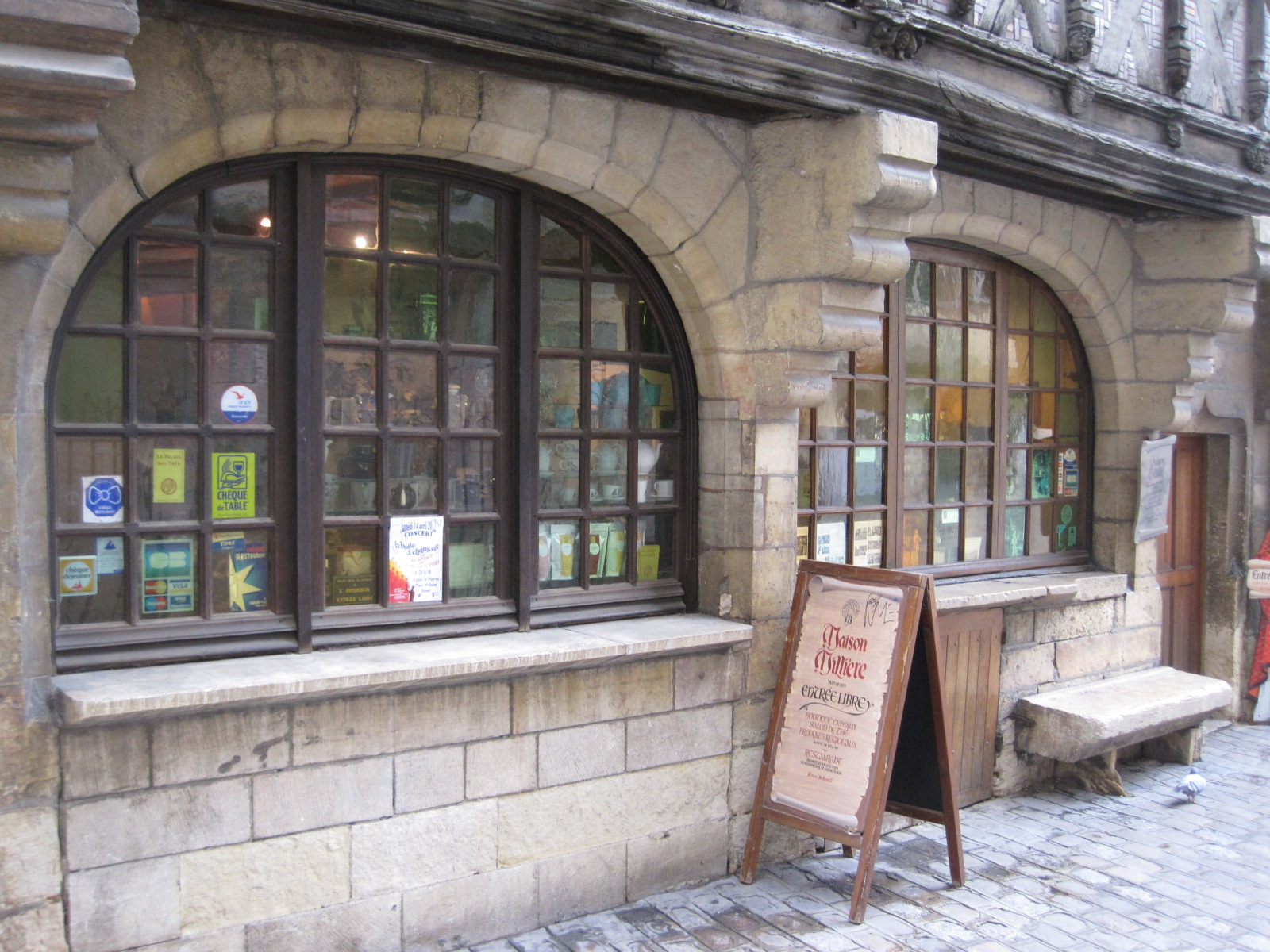
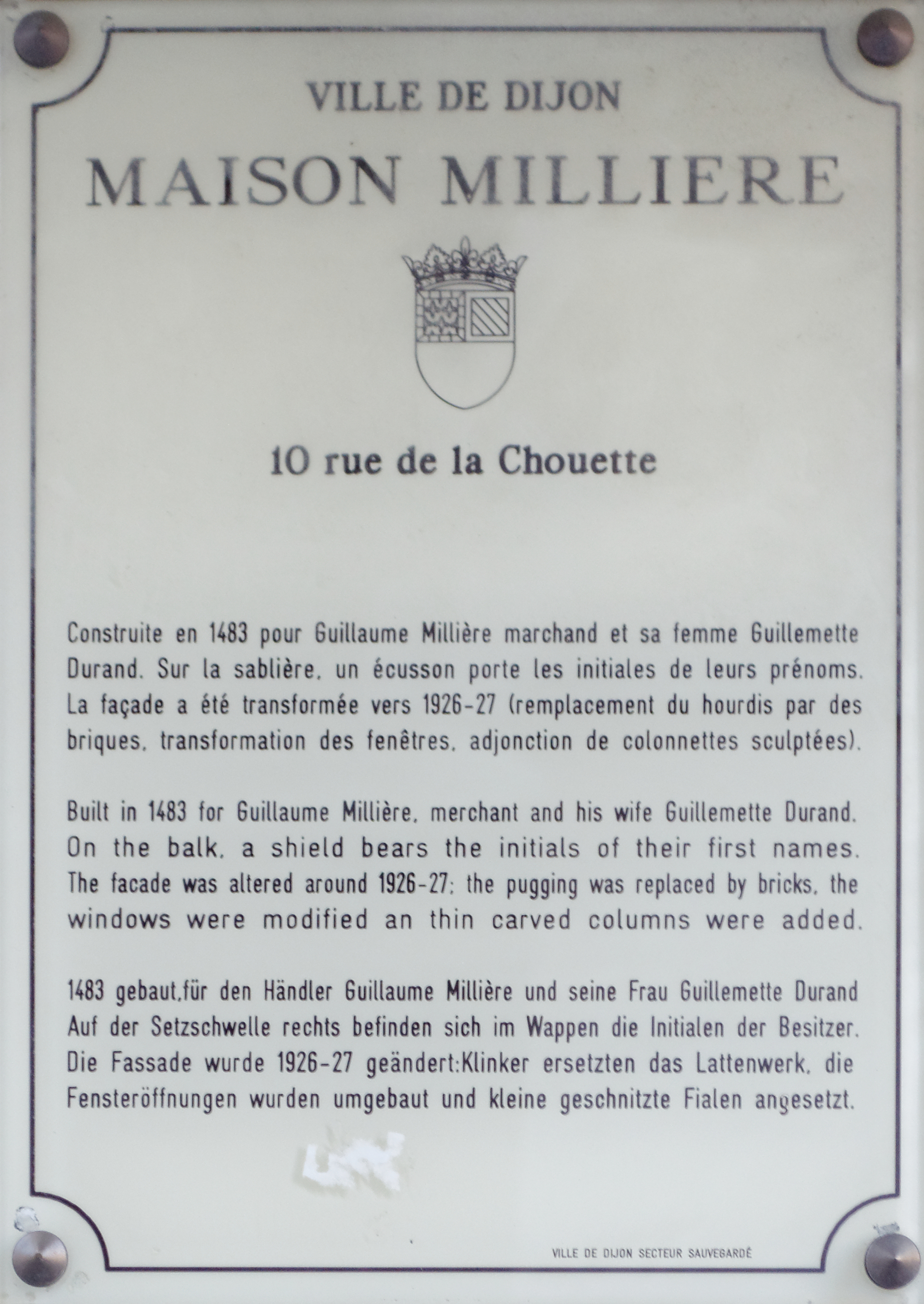

En 1998, l'édifice est restauré et aménagé en boutique d'objets artisanaux, produits du terroir, salon de thé et restaurant de cuisine bourguignonne, établissement tenu par Lydia et Jean-François Lieutet.

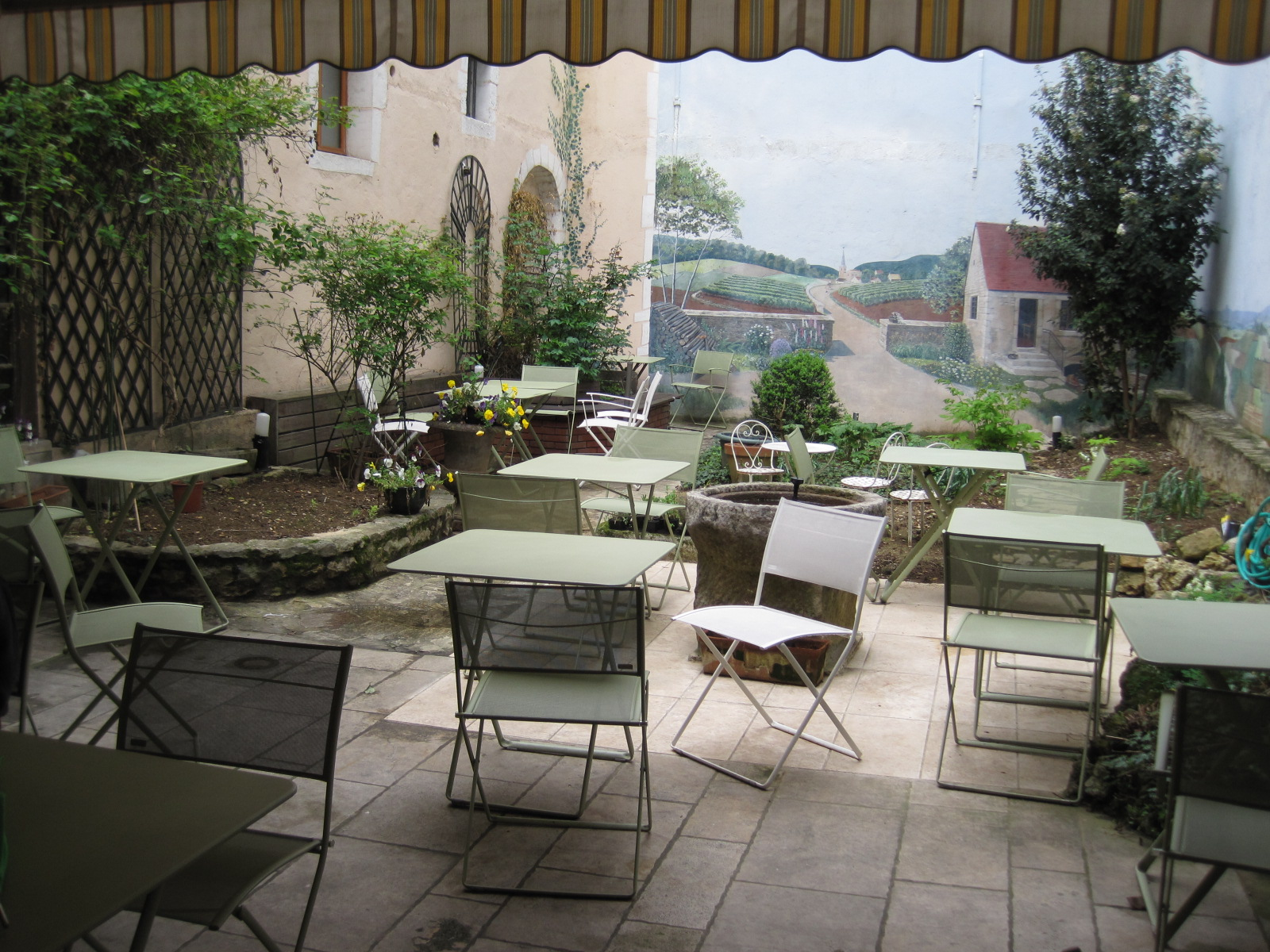
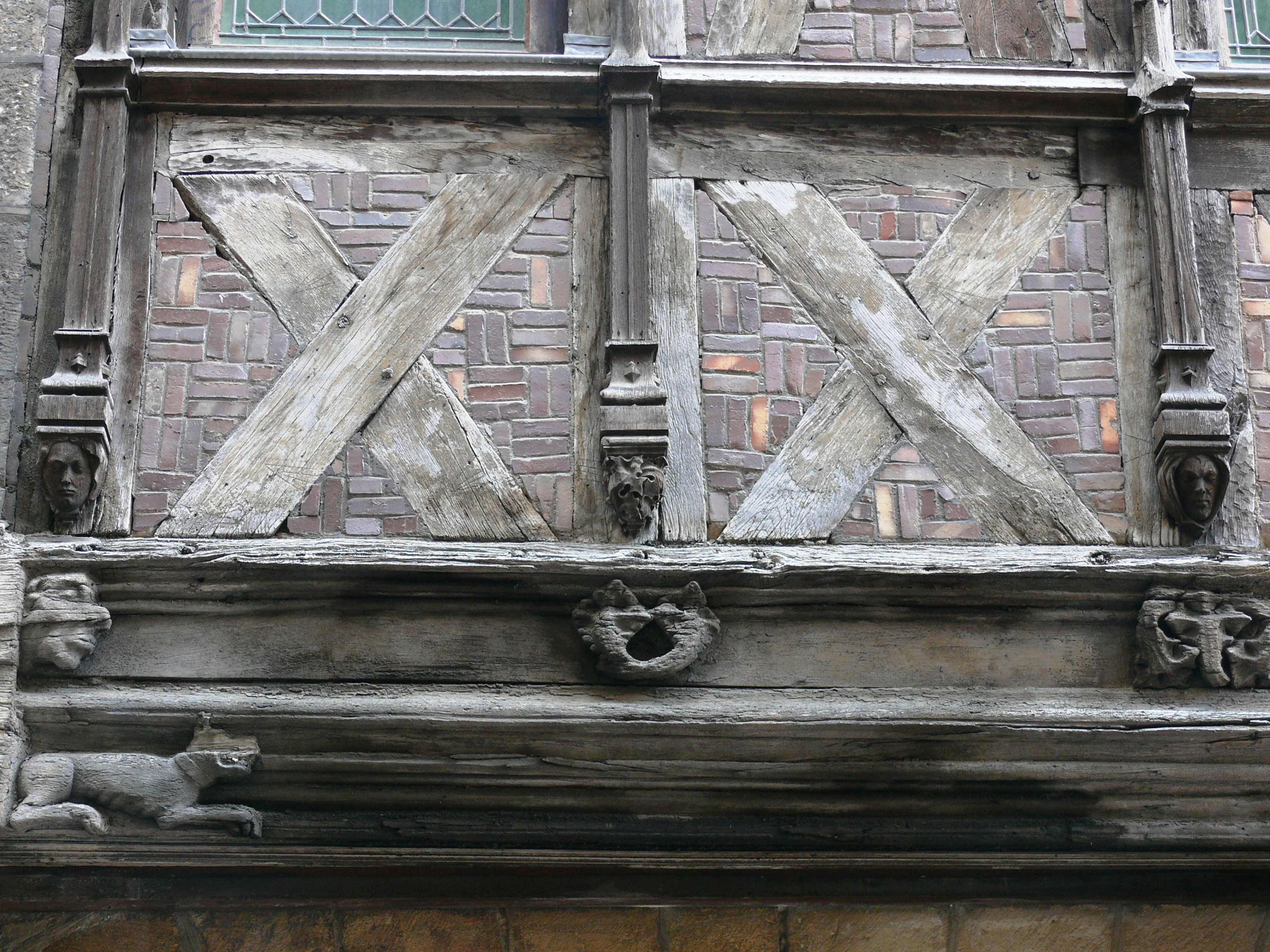

## Film tourné devant la maison Millière
- En 1989, quelques scènes du Cyrano de Bergerac de Jean-Paul Rappeneau sont tournées devant la maison Millière, avec Gérard Depardieu, Anne Brochet et Vincent Perez. Elles représentent cinq minutes dans ce film de plus de deux heures.